# Raphaël Charles Peyre

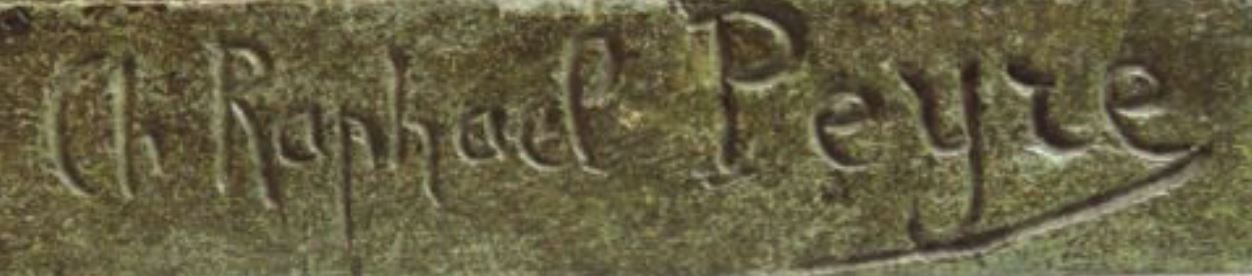
Eine Signatur von Raphaël Charles Peyre

Raphaël Charles Peyre (* 1. Juni 1872 in Paris; † 3. Januar 1949 ebenda) war ein französischer Bildhauer.

## Leben

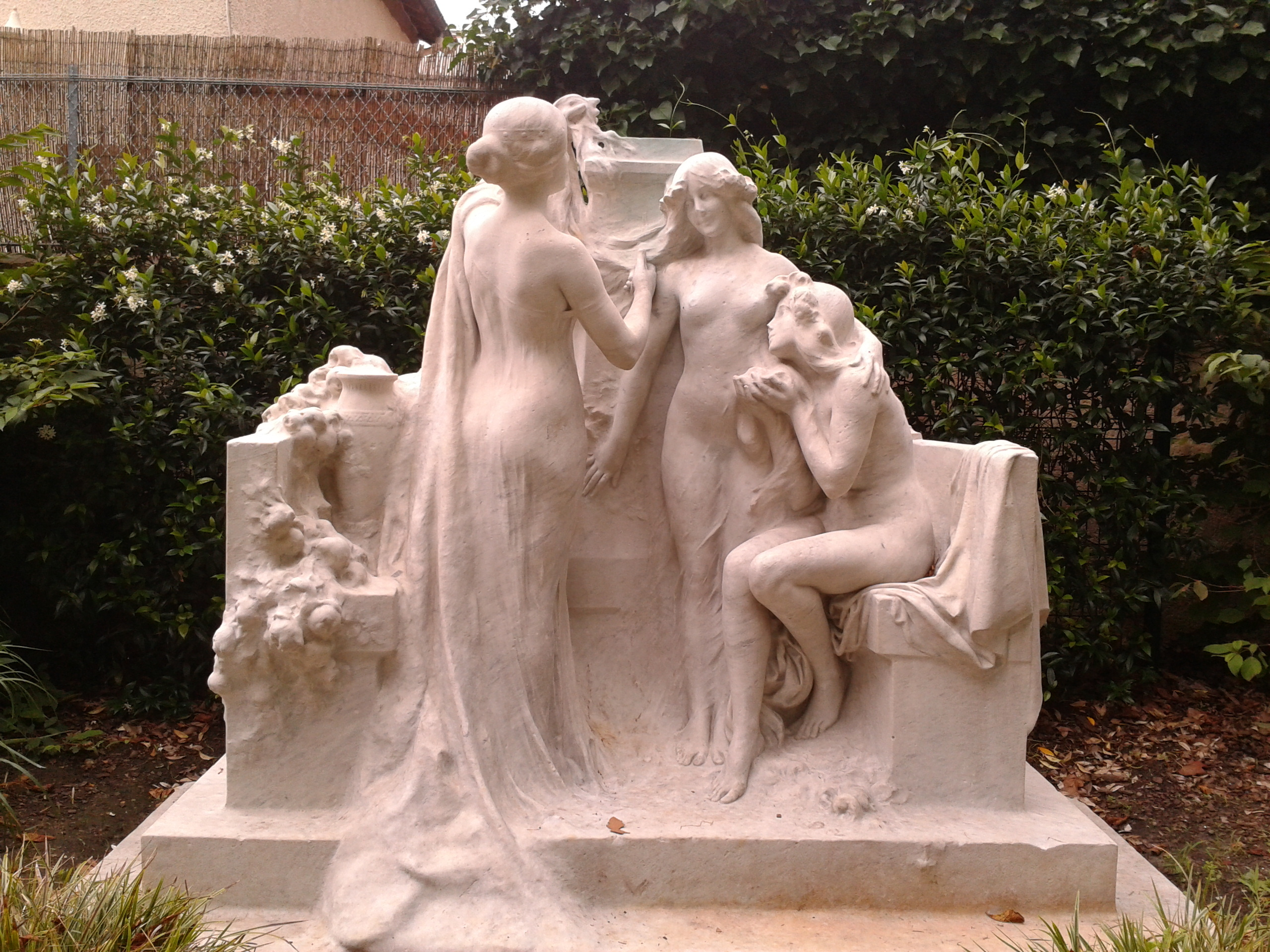
Toilette de la jeune fille, Courbevoie
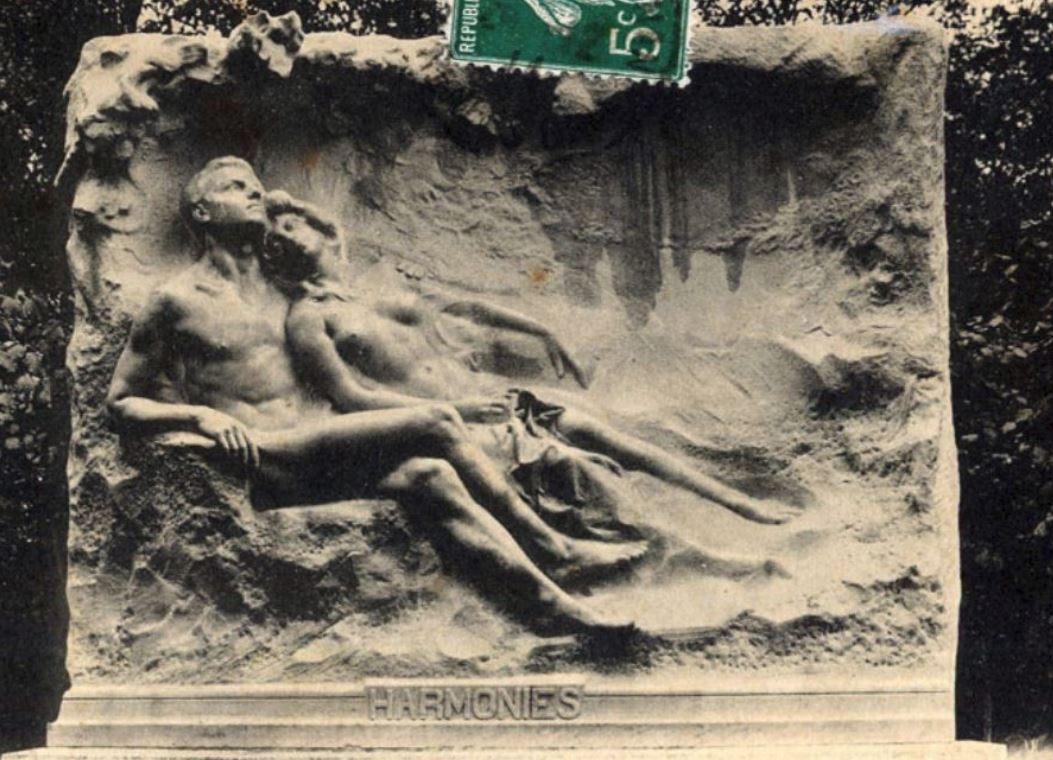
„Harmonies“, Les Platanes
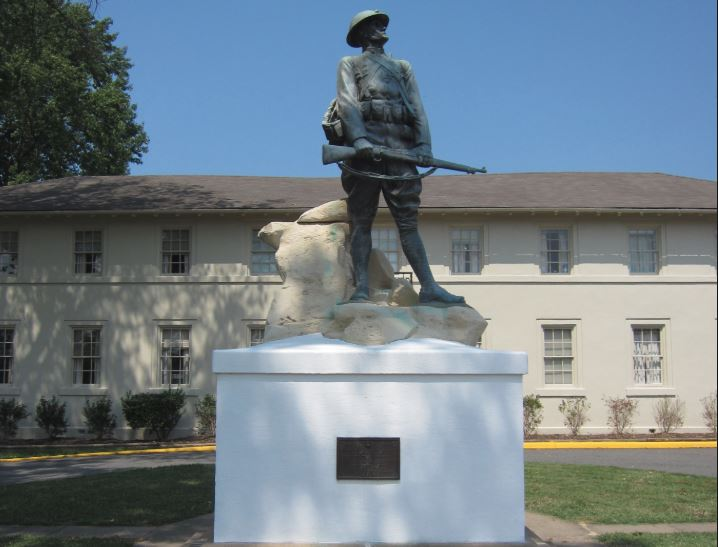
Crusading for Right, Quantico (Virginia)

Peyre war ein Schüler von Alexandre Falguière und Antonin Mercié. Seine bevorzugten Sujets waren meist allegorische und symbolische Themen. Er stellte seine Arbeiten erstmals 1893 auf dem Salon de Paris aus. 1894 erhielt er eine ehrenvolle Erwähnung auf dem Salon des Artistes der Société des Artistes Français, deren Mitglied er 1900 wurde und hier nun regelmäßig ausstellte. 1902 gewann er eine Medaille der dritten Klasse, 1903 dann eine Medaille der zweiten Klasse. 1909 stellte er hier seine Arbeit Harmonies aus.

## Werke (Auswahl)
- Statuetten aus vergoldeter Bronze:
  - Lys, 1901
  - Douleur, 1905

- Arbeiten aus Gips:
  - Salammbô, 1893
  - Saint-Jean-Baptiste enfant, 1894
  - Extase enfantine, 1896
  - Après la bacchanale, 1899
  - Offrande à Vénus, 1906
  - La Nymphe à la vague, 1907
  - Bataille de Fleurs, 1909
  - Vendangeur, 1913

- Im öffentlichen Raum:
  - Toilette de la jeune fille, Courbevoie
  - Harmonies, 1910, Les Platanes
  - Crusading for right, 1918,  Bronzeskulptur in Quantico (Virginia).[1]